# Pentatropis bentii
Pentatropis bentii là một loài thực vật có hoa trong họ La bố ma. Loài này được (N.E. Br.) Liede mô tả khoa học đầu tiên năm 1994.